# Chiesa di San Giacomo Apostolo (Ferrara, Marrara)
La chiesa di San Giacomo Apostolo è la parrocchiale a Marrara, frazione di Ferrara. Risale al XIII secolo.

## Storia
La fondazione della parrocchia di San Giacomo a Marrara risale all'XI secolo mentre la chiesa  risultò documentata dal XIII secolo. Sorse nelle immediate vicinanze del Po di Primaro e sin dall'inizio ebbe dimensioni tali da contenere, nella sua navata, tre altari.
Dai primi momenti e sino XVI secolo fu legata al convento di San Bartolo.
Marcantonio Guarini nel suo Compendio historico dell'origini, accrescimento e prerogative delle chiese e luoghi pii della città, e diocesi di Ferrara descrivendo San Giacopo di Marara informa anche di suoi legami con le confraternite del Santissimo Rosario e dello Spirito Santo di Ferrara.
Le frequenti alluvioni minarono a tal punto l'antica struttura che crollò e fu decisa la sua riedificazione.
La nuova costruzione iniziò nel 1784 e fu conclusa nel 1795. Il noto architetto Antonio Foschini presentò un progetto per il nuovo edificio, ma non fu accettato perché giudicato eccessivamente dispendioso.
Quasi un secolo dopo la chiesa fu oggetto di un importante restauro che portò alla trasformazione della precedente sacrestia in una cappella dedicata al Santissimo. Vennero riviste anche le coperture e le volte della sala.
Nel 2008 si è realizzato un intervento di restauro conservativo ed altri lavori sono stati finanziati nel 2012 per nuove opere di consolidamento.